# Yowaré
Yowaré (auch: Yawaré) ist ein Weiler im Arrondissement Niamey V der Stadt Niamey in Niger.

## Geographie
Der Weiler befindet sich im Westen des ländlichen Gebiets von Niamey V. Zu den umliegenden Weilern zählen Hama Gatio im Norden, Bibia im Süden, Bougoum im Südwesten sowie Lougadjam und Tchéna Thayia im Westen.
Bei Yowaré verläuft ein Nebental des 17 Kilometer langen Trockentals Kourtéré Gorou, das hinter Kourtéré in den Fluss Niger mündet. Die Böden in Yowaré bestehen aus sandigem Tonlehm. Auf den Bauernhöfen wachsen einheimische Obstbäume wie Mangos, Guaven, Papayas und Zitruspflanzen sowie exotische Bäume wie Eukalypten und Niembäume, ferner der Strauch Waltheria indica. In der Krautschicht gedeihen unter anderem Sandmalven und Cenchrus biflorus.

## Bevölkerung
Bei der Volkszählung 2012 hatte Yowaré 663 Einwohner, die in 44 Haushalten lebten. Bei der Volkszählung 2001 betrug die Einwohnerzahl 489 in 71 Haushalten.

## Wirtschaft und Infrastruktur
Es gibt eine Grundschule im Weiler. Außerdem ist mit einem Centre de Santé Intégré (CSI) ein Gesundheitszentrum vorhanden. Am Ortsrand von Yowaré verläuft die 119,5 Kilometer lange und asphaltierte Nationalstraße 6 zwischen dem Stadtzentrum von Niamey und der Staatsgrenze zu Burkina Faso.